# 絶唱
『絶唱』（ぜっしょう）は、大江賢次の小説作品、およびそれを原作とした映画・テレビドラマ化作品である。
鳥取県伯耆町桝水高原には『絶唱』の石碑があり、密かな恋愛スポットとされている。

## 映画

### 1958年版
1958年10月15日公開。
キャスト
- 小雪 - 浅丘ルリ子
- 園田順吉 - 小林旭
- 大谷 - 安井昌二
- 同じ隊の兵隊 - 牧真史
- 橋本美保子 - 香月美奈子
- マサ - 高友子
- 源助 - 松本克平
- 為吉 - 横山運平
- 吉原 - 木下雅弘
- 同じ隊の兵隊 - 土方弘
- 同じ隊の兵隊 - 伊藤寿章
- 佐野 - 河合健二
- セキ - 田中筆子
- ハマ - 辻伊万里
- 下宿のお内儀 - 相馬幸子
- ヨイトマケの婦人 - 鈴村益代
- 同じ隊の兵隊 - 木島一郎
- 笹本 - 小柴隆
- 田中 - 木崎順
- 森本 - 須藤孝
- 郵便配達夫 - 高野誠二郎
- 正造 - 小杉勇
- 橋本平吉郎 - 柳永二郎
- 園田惣兵衛 - 三津田健
- サト - 山根寿子

以下ノンクレジット
- 結婚式の村人 - 三船好重、上原一二三
- 結婚式の参列者 - 三原一夫、山本トミ、吉田勇男

スタッフ
- 監督 - 滝沢英輔
- 助監督 - 鍛治昇
- 脚色 - 八住利雄
- 企画 - 坂上静翁
- 撮影 - 横山実
- 音楽 - 牧野由多可
- 美術 - 松山崇
- 編集 - 辻井正則
- 録音 - 神谷正和
- 照明 - 河野愛三
- 製作主任 - 中井景
- 配給 - 日活

### 1966年版
1966年9月17日公開。
配給収入は2億4000万円（1966年邦画興行成績第2位）
キャスト
- 園田順吉 - 舟木一夫
- 小雪 - 和泉雅子
- 娘美保子 - 太田雅子（梶芽衣子）
- 大谷 - 山本勝
- 差配人源助 - 山田禅二
- ハマ - 福田トヨ
- 経師屋為吉 - 明石潮
- 橋本平吉郎 - 雪丘恵介
- 佐野 - 杉山元
- 田中 - 亀山靖博
- 川田マサ - 岸野早百合
- 吉原 - 木下雅弘
- 下宿のお内儀 - 原恵子
- おばさん - 鈴村益代
- キクノ - 三船好重
- 森本 - 井田武
- 笹本 - 林晴生
- 電報配達人 - 紀原土耕
- 戦友A - 矢藤昌宏
- 戦友B - 有村道宏
- 結婚式参列者 - 土田義雄
- 吉井拓治 - 前田武彦
- 方言指導 - 河本千七、石賀照子
- 小雪の父正造 - 花澤徳衛
- 小雪の母サト - 初井言榮
- 園多惣兵衛 - 志村喬

以下ノンクレジット
- 戦友 - 立川博
- ヨイトマケのオバサン・待っていた村人 - 深町真喜子
- 待っていた村人 - 北出桂子、伊豆見雄、八代康二、伊達満、菅原義夫、吉田勇男、本間節子、宮沢尚子、高山千草
- 園田家の使用人 - 加納千嘉
- 結婚式参列者 - 市原久照、佐川明子、新津邦夫、河合英二郎、露木譲

スタッフ
- 監督・脚色 - 西河克己
- 助監督 - 葛生雅美
- 助監督（サード） - 八巻晶彦
- 構成 - 八住利雄
- 企画 - 笹井英男
- 企画協力 - 阿部勇吉
- 撮影 - 高村倉太郎
- 音楽 - 池田正義
- 美術 - 佐谷晃能
- 編集 - 鈴木晄
- 録音 - 八木多木之助
- スクリプター - 荻野昇
- 照明 - 河野愛三
- 製作担当者 - 岡田康房
- スチル - 荻野昇
- 配給 - 日活

主題歌
- 「絶唱」（歌 - 舟木一夫）
- シングルは日本レコード大賞で歌唱賞を受賞した。

漫画
- 少女月刊誌『りぼん』（集英社）1966年12月号で、同雑誌の別冊付録シリーズ「りぼんカラーシリーズ」の一環として、竹本みつるによって漫画化された。

### 1975年版
1975年12月20日公開。
配給収入は9億1800万円（1976年邦画興行成績第5位）
キャスト
- 小雪 - 山口百恵
- 園田順吉 - 三浦友和
- 園田惣兵衛 - 辰巳柳太郎
- 源助 - 吉田義夫
- セキ - 菅井きん
- 正造 - 大坂志郎
- サト - 初井言榮
- 為吉 - 花沢徳衛
- ハマ - 有崎由見子
- 橋本 - 中村伸郎
- 美保子 - 木内みどり
- 大谷賢一 - 大和田伸也
- 川田マサ - 服部妙子
- 佐野一夫 - 川口厚
- 笹本卓治 - 武岡淳一
- 田中敬 - 大家博
- 吉原準平 - 藤江喜幸
- 語り手　-　鈴木瑞穂

スタッフ
- 監督・脚本 - 西河克己
- 助監督 - 中川好久
- 製作 - 堀威夫、笹井英男
- 構成 - 八住利雄
- 撮影 - 萩原憲治
- 音楽 - 高田弘
- 美術 - 佐谷晃能
- 編集 - 鈴木晄
- 録音 - 福島信雅
- スクリプター - 吉崎松雄
- 照明 - 熊谷秀夫
- 製作プロダクション - ホリ企画
- 配給 - 東宝

主題歌
- 山口百恵「山鳩」

## テレビドラマ

### 1961年版（テレビドラマ）
1961年10月17日にフジテレビ『シャープ火曜劇場』枠にて放送された。
キャスト
- 早川保
- 岩本多代
- 市川小太夫
- 清水一郎
- 永井柳太郎
- 堀越節子

スタッフ
- 演出 - 千秋与四夫
- プロデューサー - 千秋与四夫

### 1965年版（テレビドラマ）
1965年8月2日 - 12月31日にTBS「連続テレビ映画」枠にて放送された。全130回。武田薬品工業の一社提供。
キャスト
出演者参照：『福島民報』1965年9月13日付朝刊テレビ欄。
- 小雪 - 佐々木愛
- 順吉 - 山本豊三
- 惣兵衛 - 宇佐美淳也
- 杉本正造 - 菅井一郎
- 杉本サト - 鈴木光枝
- 美保子 - 山本陽子
- 大谷茂 - 外山高士

スタッフ
- 制作 - 日活テレビ部、TBS
- 脚本 - 若尾徳平
- 監督 - 小杉勇

放送局（1965年版）
- TBS（制作局）：月曜 - 金曜 8:15 - 8:30（本放送）、月曜 - 金曜 13:30 - 13:45（再放送）
- 北海道放送：月曜 - 金曜 13:30 - 13:45[5]
- 青森放送：月曜 - 金曜 8:15 - 8:30[5]
- 岩手放送：月曜 - 金曜 13:30 - 13:45[5]
- 山形放送：月曜 - 金曜 8:00 - 8:15[5]
- 東北放送：月曜 - 金曜 13:30 - 13:45[6]
- 福島テレビ：月曜 - 金曜 13:30 - 13:45[6]
- 新潟放送：月曜 - 金曜 13:30 - 13:45[5]

### 1976年版（テレビドラマ）
1976年7月5日 - 8月27日にTBS「花王 愛の劇場」枠にて放送された。全40回。
キャスト
- 小雪 - 吉沢京子
- 順吉 - 三ツ木清隆
- 田崎潤
- 菅井きん
- 北島マヤ
- 五藤雅博（武内文平）
- 山口智子
- 蓮川久美
- ナレーター - 小沢左生子 （小沢寿美恵）

スタッフ
- 脚本・中井多津夫
- 監督・今井雄五郎、新津左兵、磯見忠彦
- 音楽・司一郎
- プロデューサー・前田満州夫（国際放映）、鈴野尚志（TBS）
- 製作・国際放映、TBS

### 1981年版（テレビドラマ）
1981年3月3日 - 3月10日にTBS「火曜20時台連続ドラマ」枠にて放送された。
キャスト
- 三原順子（現・三原じゅん子）
- 広岡瞬
- 荒木由美子
- 三橋達也
- 市原悦子

スタッフ
- 演出 - 松本健
- 脚本 - 高橋玄洋
- 音楽 - 木下忠司
- プロデューサー - 飯島敏宏、阿部祐三
- 制作協力 - 東通（現・TBSアクト）
- 製作 - 木下プロダクション（現・TBSスパークル）、TBS

### 1990年版（テレビドラマ）
『絶唱 花嫁の亡骸を抱いて、許されぬ恋の名作』のタイトルで、1990年12月22日にTBS「ドラマチック22」枠にて放送された。
キャスト
- 渡辺満里奈
- 田中実
- 渡辺典子
- 村田雄浩
- 内田朝雄
- 井上昭文
- 中原早苗
- 小島三児
- 阪上和子
- 山本清
- 小林尚臣
- 田崎ますみ
- 御道由紀子
- 入鹿尊
- 前沢迪雄
- 久松夕子
- 高橋ひろ子
- 田村元治
- 伊藤正博
- 石黒正男
- 水森コウ太
- 小林由利
- 細野哲弘
- 出雲崎良
- 小池友香
- 小野寺春鵬

スタッフ
- 演出 - 脇田時三
- 演出補 - 舘治佳
- 制作主任 - 田島英憲
- プロデューサー - 矢口久雄、片島謙二、内野建
- 脚本 - 山田正弘
- 音楽 - 甲斐正人
- 美術制作 - 桜井茂雄
- デザイン - 川口直次　
- 撮影技術 - 末広建治
- 撮影技術 - 田中貞吉
- 技術 - 小関進
- 照明 - 沖田秀則
- 技術協力 - テイクシステムズ
- 撮影協力 - 山梨県三富村、三富村観光協会、佐原市、つくば市筑南地方広域行政事務組合消防本部
- 制作 - テレパック、TBS